# وادي الصدى
وادي الصدى (بالإنجليزية: Echo Valley) هو فيلم إثارة أمريكي صدرعام 2025. الفيلم من إخراج مايكل بيرس، وسيناريو براد إنغلسبي. ومن بطولة جوليان مور وسيدني سويني. صدر الفيلم في 6 يونيو 2025 بشكلٍ محدود في دور العرض السينمائي الأمريكية والكندية؛ ثم صدر على منصة أبل تي في + في 13 يونيو.
يثير الفيلم قضايا الإدمان وحدود العلاقة بين الأم وأبنائها عند حصول الخطر الشديد.

## القصة
استفاد الفيلم من معالجة الجريمة الناتجة عن الإدمان وتقابلها وجهًا لوجه مع العاطفة الأسرية. في محاولات أسرية مختلفة لتخليص أبنائهم من هذه الورطة. يحكي الفيلم قصة أم تعيش حياة هادئة بعد وفاة زوجتها في مزرعة بولاية بنسلفانيا، لكنها تعاني من إدمان ابنتها على المخدرات. استغلت الابنة وأصدقائها حب الأم لها باختلاق قصة لسحب أموالها ومساعدتهم في التخلص من جثة إحدى الأشخاص الذين تسببوا بمقتله. لكن الأم اكتشفت الخداع الذي وقعت فيه، وأخبرت صديقتها المقربة بكل شيء. بذكاء وحنكة من صديقتها خططت معها في إخراجها من ورطة الجثة واستغلال أصدقاء ابنتها.

## طاقم الممثلين
- جوليان مور: بدور الأم كيت غاريت.
- سيدني سويني: الإبنة المدمنة كلير غاريت.
- دومينال غليسون: بدور جاك لوسون.
- كايل ماكلاشلان: بدور ريتشارد غاريت، والد كلير والزوج السابق للأم كيت قبل زواجها الثاني.
- فيونا شو: بدور ليزلي أوليفر، صديقة الأم كيت.
- إدموند دونوفان: بدور ريان.
- ألبرت جونز: بدور المحقق بالارد.
- ميلاني كينغ: بدور جوان.
- جون فين: بدور راندي.
- ريبيكا كريسكوف: بدور إيما هانواي.